# Paul de Krom
Paul de Krom (Zutphen, 10 februari 1963) is een Nederlands voormalig politicus voor de VVD.
Voordien, van 2015 tot 2022, was hij bestuursvoorzitter van de Nederlandse Organisatie voor toegepast-natuurwetenschappelijk onderzoek (TNO). Van 2010 tot 2012 was hij staatssecretaris van Sociale Zaken en Werkgelegenheid in het kabinet-Rutte I.

## Loopbaan
De Krom bezocht Het Stedelijk Lyceum te Zutphen waar hij zijn VWO diploma behaalde. Vervolgens studeerde hij juridische bestuurswetenschappen aan de Rijksuniversiteit te Groningen waar hij in 1987 afstudeerde.
Van 1987 tot 1989 was de Krom werkzaam bij het Bureau Secretaris-Generaal van het Ministerie van Defensie, van 1989 tot 1991 als public affairs consultant bij Industriële Consulenten Nederland te Den Haag en vanaf 1991 had hij diverse functies bij Shell. Vanaf 30 januari 2003 was hij Tweede Kamerlid voor (VVD).
Als staatssecretaris bracht De Krom in 2011 de intrekking van de WWIK, Wet werk en inkomen kunstenaars tot stand. Er kwam een einde aan de specifieke uitkeringsregeling voor kunstenaars. De rechter verplichtte hem een overgangsperiode tot 1 juli 2012 te hanteren voor kunstenaars die al gebruik maakten van de WWIK en van het ene op het andere moment zonder toelage zaten.
In 2011 bracht De Krom een wijziging tot stand van de Wet werk en bijstand (WBB) en samenvoeging van die wet met de Wet investeren in jongeren (WIJ). De wijziging was gericht op bevordering van deelname aan de arbeidsmarkt en vergroting van de eigen verantwoordelijkheid van uitkeringsgerechtigden door aanscherping van de verplichtingen. De specifieke ontheffing van de arbeidsverplichting voor alleenstaande ouders met kinderen verviel. Ook de huishoudinkomenstoets behoorde tot de wijzigingen. Als gevolg van het Begrotingsakkoord 2013 moest hij deze al snel laten volgen door de Wet afschaffing huishoudinkomenstoets waarbij de maatregel met terugwerkende kracht werd teruggedraaid.
In 2012 bracht De Krom de Wet gemeentelijke schuldhulpverlening tot stand. De wet moet zorgen voor een effectievere gemeentelijke schuldhulpverlening onder meer door het wettelijk inbedden van de taak van gemeenten op het terrein van de integrale schuldhulpverlening. Bij schuldhulpverlening moet niet alleen aandacht zijn voor het oplossen van de financiële problemen van een cliënt, maar ook voor het zo veel mogelijk wegnemen van eventuele omstandigheden die op enigerlei wijze ten grondslag kunnen liggen aan de financiële problemen, zoals psychosociale factoren, relatieproblemen, de woonsituatie, de gezondheid, de verslaving of de gezinssituatie. Het wetsvoorstel was in 2010 ingediend door staatssecretaris van Sociale Zaken en Werkgelegenheid in het kabinet-Balkenende IV, Jetta Klijnsma.
Op 20 september 2012 nam De Krom tijdelijk de taken van minister Henk Kamp over. Hij verving minister Kamp, omdat deze als informateur was aangesteld na de Tweede Kamerverkiezingen 2012.
Vanaf 1 maart 2015 tot februari 2022 was hij bestuursvoorzitter van de Nederlandse Organisatie voor toegepast-natuurwetenschappelijk onderzoek (TNO) en voorzitter van Nederland Distributieland.
Op 1 februari 2022 werd hij voorzitter van de Koninlijke Vereniging van de Nederlandse Chemische Industrie (VNCI).
Paul de Krom is met ingang van april 2023 de nieuwe CEO van Louwman Group.

## Onderscheidingen
- Ridder in de Orde van Oranje-Nassau (Nederland, 2012)[5]

## Persoonlijk leven
De Krom is gehuwd en heeft drie zonen. Tennisser Michiel de Krom is er één van.
- Parlement.com: vge7dtpnwzzx